# Font lambertiana
En física, una font lambertiana és una font que no irradia energia directament, sinó que la irradia per difusió. La radiació, en realitat, és emesa per una font primària que incideix sobre la font lambertiana, que irradia per difusió la radiació que incideix sobre aquesta.
El concepte de font lambertiana és lleugerament diferent de superfície de Lambert perquè hi ha casos (com per exemple el marbre polit) en què la font lambertiana (de la reflexió difusa) no és la superfície sinó les partícules interiors; per tant, no es pot parlar de superfície lambertiana.

## Exemples
- La reflexió difusa produïda per la neu és el cas més típic de font lambertiana.[2]
- Certs models mats de pantalla de cinema en són un altre tipus d'exemple.[3]